# Михайлов, Христофор Семёнович
Христофор Семёнович Михайлов — советский государственный и политический деятель, председатель Таймырского окружного исполнительного комитета.

## Биография
Родился в 1920 году в посёлке Кресты Таймырского национального округа. Член ВКП(б) с 1941 года.
С 1936 года — на общественной и политической работе. В 1936—1985 гг. — в НКВД СССР, в РККА, директор Хатангской заготовительной конторы, секретарь Хатангского районного комитета ВКП(б), председатель Исполнительного комитета Авамского районного Совета, заместитель председателя Исполнительного комитета Таймырского (Долгано-Ненецкого) окружного Совета, 1-й секретарь Таймырского (Долгано-Ненецкого) окружного комитета ВКП(б) — КПСС, председатель Исполнительного комитета Таймырского (Долгано-Ненецкого) окружного Совета, государственный инспектор по качеству и заготовкам сельскохозяйственной продукции Таймырской окружной государственной инспекции.
Избирался депутатом Верховного Совета СССР 4-го и 5-го созывов.
Умер в 1997 году в Дудинке.